# 談合政治
談合政治（だんごうせいじ、英：）とは、不完備情報・不完全情報下で、相互の選好や利得を探りつつ合意に導くための、不完全情報のままで限定アクター間での完備情報化の政治的技法である。
公共事業の入札にみられる経済的な談合を指すのではなく、政治的・社会的な談合を指す。
日本の55年体制下の国対政治、小渕首相の急病後の「五人組」による談合（2000年4月）、ソ連崩壊をもたらしたロシア・ベラルーシ・ウクライナの3人の大統領の会合（1991年12月）等がその典型例とされる。

## 解説
談合という用語を政治面で用いることは、民主主義の観点からによる。すなわち非民主的社会では談合が問題視されることは少ない。むろん談合の参加者についての議論はいかなる政治体制においても重要である。上記の小渕後継選出の五人組の会合においては、池田行彦（当時、自民党総務会長）や加藤紘一が招かれなかった。
一説によれば、池田が宏池会であり、「後継は、談合で行うのではなく、両院議員総会で決めるべし」と池田が主張することを予想したために、談合から排除したともいわれる。しかし民主主義的な政治では、談合自体が非民主的意思決定として認識されることが多い。